# Johann Heinrich Böhmcker
Johann Heinrich Böhmcker, född 25 juli 1896 i Braak, Eutin, död 18 juni 1944 i närheten av Hannover, var en tysk jurist och nazistisk politiker. Han var från 1932 Regierungspräsident i regionen Lübeck och från 1937 Bremens borgmästare. I maj 1933 lät Böhmcker inrätta koncentrationslägret Eutin.